# Kühsen
Kühsen er en kommune i det nordlige Tyskland, beliggende i Amt Sandesneben-Nusse i den nordvestlige del af Kreis Herzogtum Lauenburg. Kreis Herzogtum Lauenburg ligger i delstaten Slesvig-Holsten.

## Geografi
Kühsen grænser mod øst til Elbe-Lübeck-Kanal og ligger omkring 40 km nordøst for Hamborg, 7 kilometer nordvest for Mölln og cirka 10 km vest for Ratzeburg. Ud over Kühsen ligger i kommunen landsbyerne Hude, Catharinenhof og en del af Donnerschleuse.